# Салливан, Алан
Эдвард Алан Салливан (англ. Edward Alan Sullivan; 29 ноября 1868 — 6 августа 1947) — канадский поэт и писатель. Наиболее известен как автор историко-приключенческого романа Великий разрыв, в котором повествуется о строительстве Канадской тихоокеанской железной дороги.

## Биография
Родился в Монреале. Был старшим сыном Эдварда Салливана и Фрэнсис Мэри Рено. В 1869 году его отец стал настоятелем Троицкой церкви в Чикаго. В 1871 году, семья будущего писателя пережила великий чикагский пожар. Когда Алану было 15 лет, его отправили учиться в школу Лоретто в городе Массельбург в Шотландии.
По возвращении в Канаду, он продолжил обучение в Торонто. После этого он занимался разведочными работами для прокладки железных дорог на Западе, а затем работал в сфере горнодобывающей промышленности. Был помощником инженера в Клерг предприятий в Су-Сент-Мари, Онтарио. Затем провёл несколько лет работая горным инженером в Лейк-оф-Вудс.
Салливан получил признание в США посредством своих литературных произведений: стихов, рассказов и статей на различные темы. Его сочинения публиковались в Harper’s Magazine, The Atlantic и в прочих ведущих американских изданиях. В 1941 году он был удостоен премии Генерал-губернатора за свой роман Трое приехали в Виль-Мари. Другой его роман В начале был удостоен лестного отзыва в Wonder Stories: «столкновение между современным человеком и индейцем является самой страшной драмой межрасового конфликта»

## Избранные произведения
- The Passing of Oul-i-but (1913)
- Blantyre — Alien (1914)
- The Inner Door (1917)
- Aviation in Canada, 1917-18 (1919)
- The Rapids (1920)
- The Crucible (1925)
- The Jade God (1925)
- Human Clay (1926; as Sinclair Murray)
- In the Beginning (1926; as Sinclair Murray)
- The Splendid Silence (1927)
- Whispering Lodge (1927)
- Under the Northern Lights (1928)
- A Little Way Ahead (1930; as Sinclair Murray)
- The Magic Makers (1930)
- The Golden Foundling (1931)
- The Great Divide (1935)
- With Love from Rachel (1938)
- Three Came to Ville Marie (1941)
- Cariboo Road (1946)